# Wilhelm IV z Montferratu
Wilhelm IV z Montferratu (fr. Guillaume IV de Montferrat, zm. 1100) – margrabia Montferratu od 1084 roku.
Był synem Ottona II, margrabiego Montferratu, i jego żony Konstancji, córki Amadeusza II, hrabiego Sabaudii. Data narodzin Wilhelma IV nie jest znana; kładzie się ją na okres między 1030 a 1035 rokiem. Po raz pierwszy w źródłach pojawia się w 1059 roku, kiedy to opanował Savonę.
Był dwukrotnie żonaty; nie znamy imienia jego pierwszej żony, ale wiemy, że miał z nią dwoje dzieci (ich losy pozostają nieznane). Z drugiego małżeństwa z Ottą di Aglié, miał syna Raniera I, który objął po nim rządy.